# Salamandra atra

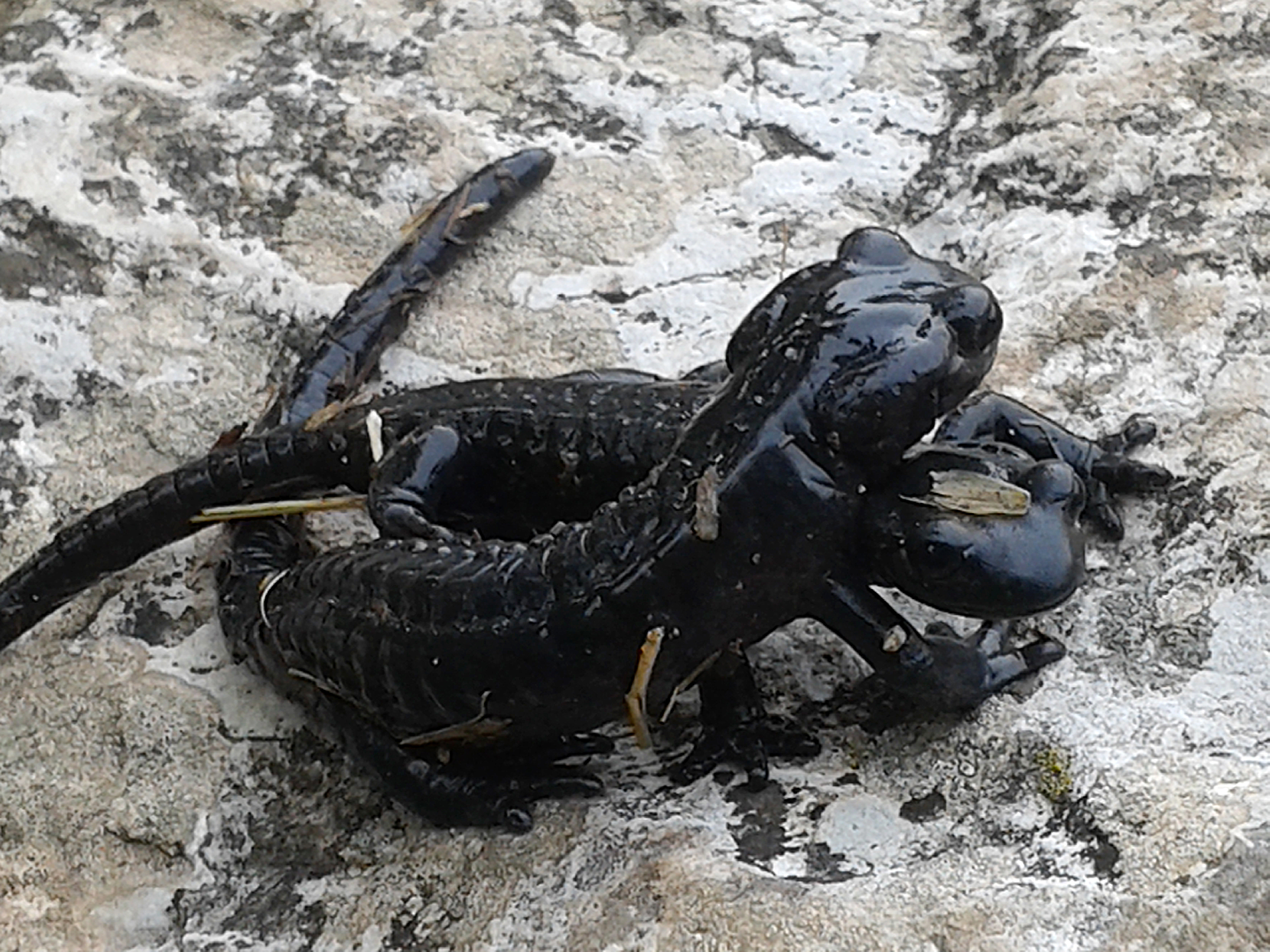
Salamandra atra - MHNT

Salamandra atra é uma espécie de anfíbio caudado pertencente à família Salamandridae. 
Possui um coloração negra brilhante. Pode ser encontrada nos Alpes Centrais e Orientais, em altitudes acima dos 700 metros. Os indivíduos adultos desta espécie têm aproximadamente 9 a 14 cm de comprimento. A sua esperança de vida é pelo menos de dez anos.
É um urodelo adaptado à vida terrestre. O seu ciclo de vida não necessita de fase aquática ao inverso da maioria dos membros dos Lissamphibia, isto porque a fêmea produz descendentes já perfeitamente formados e não girinos.
É um anfíbio ovovivíparo e a fêmea produz uma prole de duas crias de cada vez. Geralmente, a altitudes de 650 - 1000 metros, a gravidez tem uma duração de dois anos e em altitudes de 1400 a 1700 metros a gravidez demora 3 anos.
A subespécie Salamandra atra aurorae está classificada na Lista Vermelha da IUCN (2002) como criticamente ameaçada de extinção. Esta subespécie possui marcas douradas ou amarelas no seu dorso.